# Lucienne Thalheimer
Pour les articles homonymes, voir Thalheimer.
Lucienne Thalheimer, née Lucienne Fischer le 16 juillet 1904 à Paris et morte à Neuilly-sur-Seine le 31 mai 1988, est une décoratrice et relieuse de livre, notamment de livres surréalistes. 

## Biographie
Amie d'André Breton, de la photographe Denise Bellon, de Georges Bataille et de Yolande Oliviero, elle est l'épouse de l'architecte Henri Thalheimer. Active de 1925 à 1960, elle utilise des matériaux peu conventionnels dans son travail. C'est notamment le cas pour la reliure du manuscrit autographe original du premier jet d' Arcane 17 d'André Breton, qu'elle réalise en galuchat de peau de morue. Ce choix rappelle le séjour du poète en Gaspésie. Le vaste atelier d'imprimerie dans lequel elle exerçait au 62 rue Mazarine à Paris était devenu un lieu d’exposition où plusieurs artistes exposaient à l'instar de Slavko Kopač ou le peintre marocain Ahmed Cherkaoui en 1959. Marie Akar, autrice spécialiste des métiers du livre, affirme que « Lucienne Thalheimer est le relieur surréaliste par excellence. Elle marque une grande date dans l'histoire de la reliure, elle est de ces talents qui orientent un art ».